# James Buchanan
James Buchanan Jr. (ur. 23 kwietnia 1791 w Cove Cup (hrabstwo Franklin); zm. 1 czerwca 1868 w Lancaster) – amerykański polityk Partii Demokratycznej, 15. prezydent Stanów Zjednoczonych w latach 1857–1861.

## Życiorys

### Młodość i edukacja
James Buchanan urodził się 23 kwietnia 1791 w Cove Cup w Pensylwanii, jako syn farmera, szkocko-irlandzkiego pochodzenia. Miał dziesięcioro rodzeństwa. Uczęszczał do szkoły w Mersersburgu, a następnie do Dickinson College, który ukończył w 1809. Trzy lata później zdał egzamin prawniczy i uzyskał prawo do prowadzenia własnej praktyki.

### Kariera polityczna
W 1814 roku został, na niecały rok, członkiem legislatury stanowej, sympatyzując z poglądami Thomasa Jeffersona. W 1816 usiłował dostać się do Izby Reprezentantów, jednak bezskutecznie. Mandat uzyskał dopiero w 1821 i sprawował tę funkcję przez dziesięć lat. Popierał wówczas Andrew Jacksona i kiedy ten został prezydentem, mianował Buchanana posłem amerykańskim w Rosji (1832–1833). W tym czasie udało mu się podpisać korzystny układ handlowy z Rosją. Po powrocie do Stanów Zjednoczonych, został w 1834 roku senatorem i pozostał nim do 1845. W tym okresie odmówił przyjęcia stanowiska prokuratora generalnego w gabinecie Martina Van Burena.
W 1844 usiłował uzyskać nominację Partii Demokratycznej na prezydenta. Pomimo że mu się nie udało, nowo wybrany prezydent Polk nagrodził go za poparcie, oferując mu stanowisko sekretarza stanu. Pełniąc tę funkcję, przyczynił się do rozstrzygnięcia sporu dotyczącego granicy północno-zachodniej pomiędzy Stanami Zjednoczonymi a Wielką Brytanią. Ponadto prowadził politykę sympatyzującą z planami zaanektowania Kalifornii, wspierając tam ruch niepodległościowy.
Na konwencji Partii Demokratycznej w 1848 uzyskał poparcie, lecz niewystarczające by otrzymać nominację prezydencką. Podobna sytuacja powtórzyła się na konwencji w 1852. Po wyborach prezydent Franklin Pierce mianował Buchanana posłem w Wielkiej Brytanii. W tym czasie Buchanan uczestniczył w spotkaniu trzech dyplomatów, w wyniku którego opublikowano kłopotliwy dla nich „manifest ostendzki”. Po powrocie do kraju okazało się, że ze względu na ustawę Kansas-Nebraska, poparcie dla prezydenta znacznie spadło. Wobec tego Buchanan ponownie ubiegał się o nominację prezydencką, na konwencji w 1856. W siedemnastym głosowaniu uzyskał wymaganą większość, a kandydatem na wiceprezydenta został John Cabell Breckinridge. Buchanan zwyciężył w głosowaniu powszechnym i uzyskał 174 głosy w Kolegium Elektorów, wobec 114 głosów dla Johna Frémonta i 8 głosów dla Millarda Fillmore’a.

### Prezydentura
Największym wyzwaniem, przed którym stanął nowy prezydent, była kwestia niewolnictwa, która coraz bardziej dzieliła stany północne od południowych. Buchanan sympatyzował z ruchami proniewolniczymi i wolał nie podejmować żadnych działań w tych kwestiach, zostawiając decyzję Sądowi Najwyższemu. Wówczas nagłośniona została sprawa czarnoskórego niewolnika, Dreda Scotta, który wyjechał ze swoim właścicielem do stanu Wisconsin – wolnego od niewolnictwa. Twierdząc, że uczyniło go to wolnym człowiekiem, wytoczył proces, który rozstrzygnął Sąd Najwyższy. Orzeczenie mówiło, że Scott jako niewolnik nie jest obywatelem i nie może wytaczać procesów. Prezydent uważał, że taki werdykt powinien zakończyć spory, lecz stało się dokładnie odwrotnie – abolicjoniści z Północy jeszcze bardziej zaostrzyli protesty. Dodatkowo, w Kansas, które aby być przyjęte do Unii, musiało uchwalić konstytucję stanową, dochodziło do ostrej walki politycznej. Abolicjonistów było znacznie więcej niż zwolenników niewolnictwa, ale to właśnie ci drudzy mieli większość w legislaturze, która wybierała delegatów na konwencję konstytucyjną. Buchanan poparł polityków proniewolniczych, co spowodowało zerwanie kontaktów z prominentnym działaczem Partii Demokratycznej, senatorem Stephenem Douglasem. Kiedy prezydent otrzymał do podpisania gotową konstytucję, przesłał ją do Kongresu, gdzie toczono o nią spór aż do 1861 roku.
Podczas jego prezydentury rozstrzygnęła się także kwestia terytorium stanu Utah, który niejednokrotnie starał się o przyjęcie do Unii. Wówczas osiedli tam mormoni, którzy w 1857 złożyli wizytę prezydentowi, prezentując mu liczne skargi. W odpowiedzi Buchanan mianował tam gubernatorem Alfreda Cumminga, zastępując mormońskiego lidera Brighama Younga. Spowodowało to walki pomiędzy zwolennikami Younga a żołnierzami Cumminga i z tego powodu prezydent wysłał do Utah negocjatora – Thomasa Kane’a, dzięki któremu udało się zażegnać konflikt.
W zakresie polityki zagranicznej, Buchanan zainicjował rokowania ws. renegocjacji układu Claytona-Bulwera, pomiędzy Stanami Zjednoczonymi a Wielką Brytanią. Negocjacje zakończyły się sukcesem, ale Senat amerykański nie zgodził się na przekazanie Islas de la Bahia Hondurasowi, przez co rozmowy zostały zerwane. Rząd brytyjski chciał ponownie podjąć rozmowy, w październiku 1857 i wysłać do Waszyngtonu posła Williama Ouseleya. Buchanan chciał wznowienia rozmów, lecz zostały one utrudnione poprzez kolejną ekspedycję Williama Walkera do Nikaragui, z którą Stany Zjednoczone podpisały wcześniej układ handlowy. Z tych powodów, 8 grudnia 1857 prezydent ogłosił w Kongresie, że wynegocjowany wcześniej układ zostaje unieważniony za obopólną zgodą.
Podobnie jak poprzednicy, prezydent interesował się zakupem Kuby, jednak pomimo trzech wystąpień w Kongresie, pomysł ten nie spotkał się z zainteresowaniem. Dopiero w styczniu 1859 senator John Slidell wystosował wniosek o przyznanie 30 milionów dolarów na ten cel, jednak został on odrzucony. Za prezydentury Buchanana nastąpiła także ratyfikacja układów handlowych z Japonią (22 maja 1860 w Waszyngtonie), do której doprowadził delegat USA w Japonii, Townsend Harris.
W zbliżających się wyborach w 1860 roku głęboko podzieleni demokraci przegrali z kandydatem Partii Republikańskiej, Abrahamem Lincolnem. Buchanan krytykował polityków z Północy i ich abolicjonistyczne poglądy, jednocześnie prosząc polityków z Południa, by wstrzymali się z jakimikolwiek działaniami. Buchanan twierdził, że suwerenność stanów nie była nadrzędna w stosunku do suwerenności krajowej. Konstytucja oddawała najwyższe atrybuty suwerenności wyłącznie w ręce rządu federalnego: obronę narodową, politykę zagraniczną, regulowanie handlu międzystanowego i zagranicznego, bicie monety. Jeżeli secesja byłaby legalna, ostrzegł prezydent, Unia stanie się „biczem z piasku”, a „trzydzieści trzy stany mogą skończyć jako tyleż samo drobnych, spierających się ze sobą i wrogich sobie republik. Taka katastrofa pogrzebałaby nadzieje przyjaciół wolności na całym świecie. Nasz przykład ponad osiemdziesięciu lat nie tylko zostałby stracony, ale mógłby być cytowany jako decydujący dowód, że człowiek jest niezdolny do samostanowienia”. Jednak pozycja samego prezydenta także była słaba, dlatego też 20 grudnia 1860 Karolina Południowa postanowiła wystąpić z Unii. W ciągu dwóch następnych miesięcy takie same decyzje podjęły Floryda, Alabama, Luizjana, Missisipi, Teksas i Georgia. Buchanan nie podjął aktywnych działań w tej kwestii, będąc gotowym na dalsze ustępstwa wobec Południa.

### Emerytura i śmierć
Po ustąpieniu z fotela prezydenckiego, powrócił do swojej rodzinnej miejscowości, natomiast gdy wybuchła wojna secesyjna, poparł działania Lincolna. Buchanan zmarł 1 czerwca 1868 i został pochowany w Lancaster.

## Życie prywatne
James Buchanan przez całe swoje życie pozostał bezdzietnym kawalerem. Mając niespełna 30 lat miał okazję się ożenić, lecz ze względu na nadmierne skupianie się na pracy zawodowej jego narzeczona, Anne Coleman, zerwała zaręczyny. Funkcję pierwszej damy w czasie jego prezydentury pełniła jego siostrzenica – Harriet Lane.